# Kutyatejfélék
A kutyatejfélék (Euphorbiaceae) a Malpighiales rendbe tartozó növénycsalád. 300 nemzetségével, mintegy 5000 fajával a növényvilág egyik legnagyobb családja; csak névadó génusza, az Euphorbia több mint 2000 fajt számlál.

## Jellemzés
Változatos kinézetű fák, liánok és lágyszárú növények tartoznak ide. Virágaik egyivarúak, sokszor redukáltak (a párta csak néha van jelen, a csészelevek száma 2-6). A hím virágban a porzók száma általában 1, de nagyon sok is lehet. A rovarbeporzás dominál. Az érés után széteső termő három levélből nőtt össze.
Az Euphorbia nemzetségre jellemző a bogas, a forgó-többesbog azaz a ciátium virágzat. Szöveteikben gyakran halmozódik fel fehér, többnyire mérgező tejnedv. Termésük háromrekeszű tok. A magra jellemző a karunkula, egy párna formájú duzzanat, ami olajat tartalmazó testté alakulhat.

## Alcsaládok
Az Acalyphoideae alcsaládban nem található tejnedv (a másik kettőben igen). Sok fajukat a szél porozza. Ide tartozik például a szélfű (Mercurialis) és a ricinus.
A Crotonoideae alcsaládban hosszú tejedények fordulnak elő. Virágaikban száznál több porzó is lehet, pollenje poliporát, bibeszála elágazó. Ide tartozik például a kaucsukfa (Hevea) és a manióka (Manihot).
Az Euphorbioideae alcsaládban a tejnedvet nagyméretű sejtek tárolják. Pollenjük trikolporát. Ide tartozik a névadó kutyatej (Euphorbia) nemzetség, melynek páratlan a változatossága: az apró egyéves növényektől a fatermetű, CAM fotoszintézisű pozsgásokig terjed.

## Magyarországon honos fajok
Magyarországon előforduló fajok (a lista nem teljes):
- Egynyári szélfű (Mercurialis annua)
- Farkas-kutyatej (Euphorbia cyparissias)
- Napraforgó kutyatej (Euphorbia helioscopia)
- Sár-kutyatej (Euphorbia esula)
- Vesszős kutyatej (Euphorbia esula subsp. tommasiniana)